# Matt Clark (baseball)
Pour les articles homonymes, voir Matt Clark et Clark.
Matthew Terry Clark (né le 10 décembre 1986 à West Covina, Californie, États-Unis) est un joueur de premier but des Brewers de Milwaukee de la Ligue majeure de baseball.
Il a aussi joué pour les Chunichi Dragons au Japon et avec l'équipe nationale des États-Unis.

## Carrière
Matt Clark est d'abord repêché par les Pirates de Pittsburgh au 28e tour de sélection en 2007, mais il choisit de quitter son école secondaire pour les Tigers de université d'État de Louisiane plutôt que de rejoindre la franchise des majeures. L'année suivante, en 2008, Clark rejoint les Padres de San Diego, qui le réclament au 12e tour du repêchage des joueurs amateurs. Il évolue 5 ans en ligues mineures, de 2008 à 2012, avec des clubs affiliés aux Padres. Ses 45 circuits au total en 2011 et 2012 représentent le record de la brève histoire des Padres de Tucson, pour un temps club-école Triple-A de la franchise de San Diego dans la Ligue de la côte du Pacifique.
En 2011, il remporte avec l'équipe des États-Unis une médaille d'argent en baseball aux Jeux panaméricains de 2011.
En 2013, Clark joue au Japon où il frappe 25 circuits et récolte 70 points produits pour les Chunichi Dragons de la Ligue centrale.
Il amorce 2014 en ligues mineures avec un club-école des Mets de New York et, après avoir été libéré de son contrat, rejoint en juillet les Brewers de Milwaukee. C'est avec ce dernier club que Clark fait ses débuts dans le baseball majeur le 2 septembre 2014. Le 4 septembre suivant, il réussit le premier coup sûr de sa carrière, face au lanceur Seth Maness des Cardinals de Saint-Louis.

## Vie personnelle
Matt Clark est le fils de Terry Clark, un lanceur qui a joué 6 saisons dans les Ligues majeures entre 1988 et 1997.